# Strazeele
Strazeele (Strazele en néerlandais) est une commune française, située dans le département du Nord en région Hauts-de-France.

## Toponymie - Etymologie
En 875, Stratsele, en 1160, Stracelle. Fondation des Francs-Saliens, le terme "straat" signifie route et "zeele" la maison, maison sur la route.
Ce village a été construit sur la voie romaine Cassel, Caëstre, Estaires, La Bassée, Arras.

## Géographie

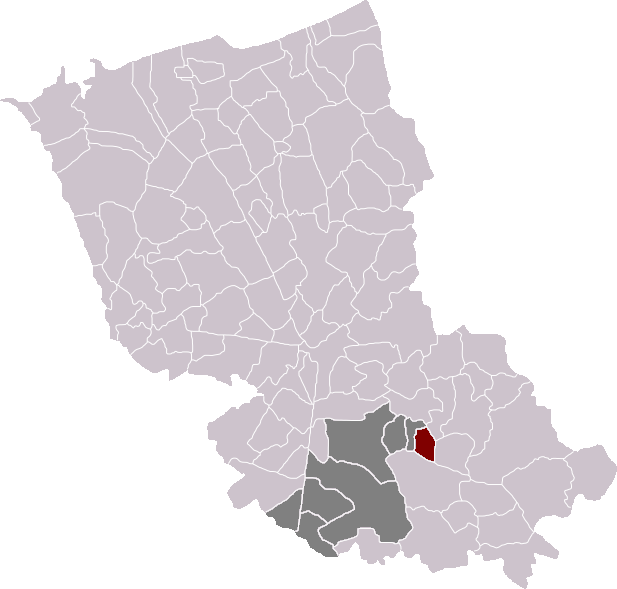
Strazeele dans son canton et son arrondissement

### Situation
Strazeele se trouve à mi-distance entre Hazebrouck et Bailleul.

### Communes limitrophes
|           | Caëstre       | Flêtre |
| Pradelles | Strazeele     | Merris |
|           | Vieux-Berquin |        |

Particularité : le centre du village est partagé entre Merris, Méteren, Flêtre et, bien sûr, Strazeele.

### Communications
Strazeele est une commune très bien desservie, elle est concernée par de nombreux axes de transit.

#### Routes
- Une voie romaine menant de Cassel au pont d'Estaires, par Caëstre, Vieux-Berquin et Neuf-Berquin, passait par Strazeele. Des fers à cheval et des armes romaines ont été retrouvés à proximité[2].
- La RD 642 (ancienne RN 42) reliant Hazebrouck à Bailleul traverse le village d'est en ouest.
- La RD 947 (ancienne RN 347) reliant Bray-Dunes à Lens traverse la commune du nord au sud.

#### Train
La commune est desservie par la ligne Lille-Hazebrouck continuant vers Calais et Dunkerque. (voir Gare de Strazeele)

### Hydrographie

#### Réseau hydrographique
La commune est située dans le bassin Artois-Picardie. Elle est drainée par la Plate Becque et l'Acker Becque,,.
La Plate Becque, d'une longueur de 16 km, prend sa source dans la commune de Pradelles et se jette  dans le canal d'Hazebrouck à Merville, après avoir traversé six communes. 

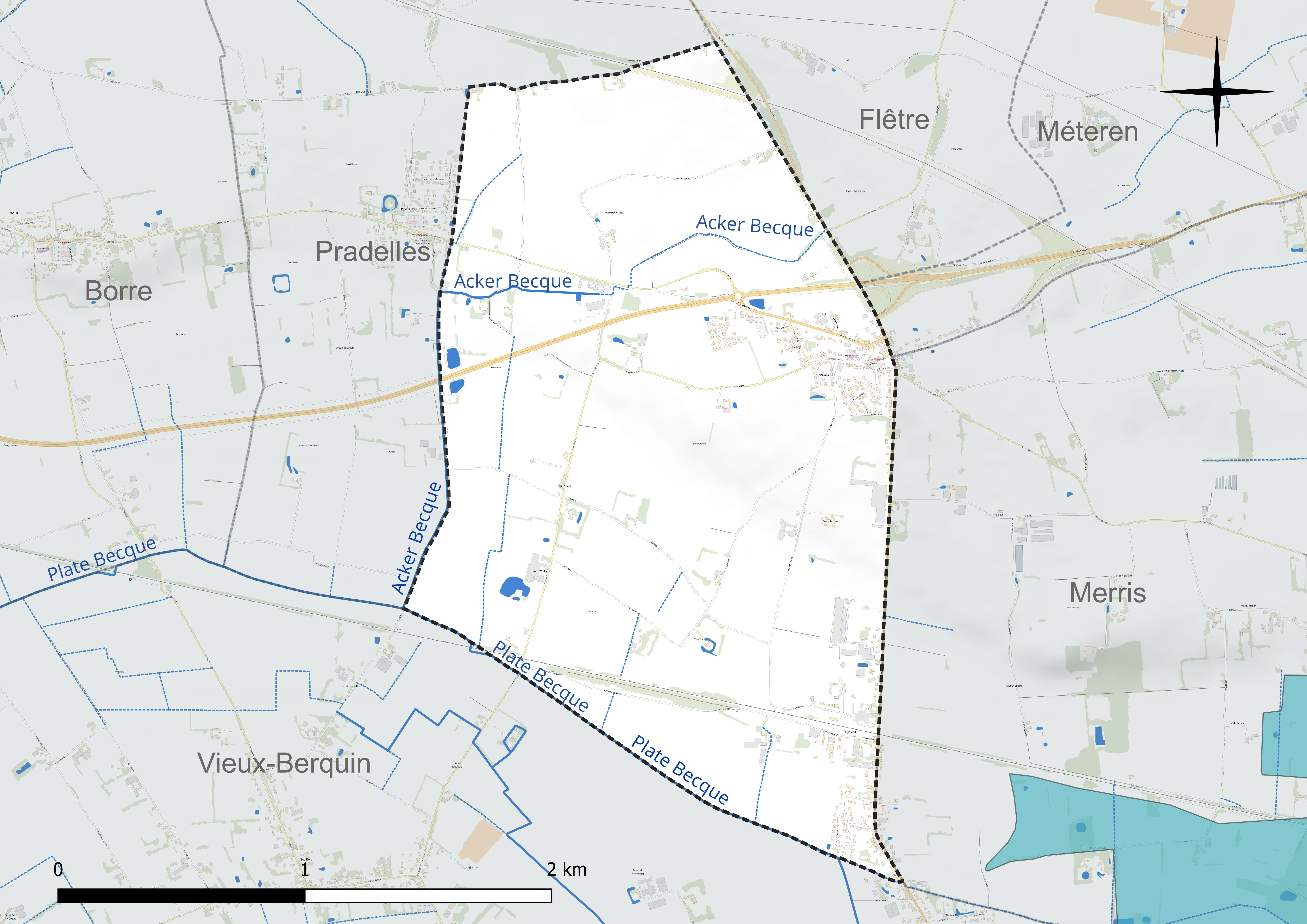
Réseau hydrographique de Strazeele.

#### Gestion et qualité des eaux
Le territoire communal est couvert par le schéma d'aménagement et de gestion des eaux (SAGE) « Lys ». Ce document de planification concerne un territoire de 1 835 km2 de superficie, délimité par le bassin versant de la Lys. Le périmètre a été arrêté le 29 mai 1995 et le SAGE proprement dit a été approuvé le 6 août 2010, puis révisé le 20 septembre 2019. La structure porteuse de l'élaboration et de la mise en œuvre est le syndicat mixte pour l'élaboration du SAGE de la Lys (SYMSAGEL). 
La qualité des cours d'eau peut être consultée sur un site dédié géré par les agences de l'eau et l'Agence française pour la biodiversité. 

### Climat
Pour des articles plus généraux, voir Climat des Hauts-de-France et Climat du Nord.
En 2010, le climat de la commune est de type climat océanique altéré, selon une étude du CNRS s'appuyant sur une série de données couvrant la période 1971-2000. En 2020, Météo-France publie une typologie des climats de la France métropolitaine dans laquelle la commune est exposée à un climat océanique et est dans la région climatique  Côtes de la Manche orientale, caractérisée par un faible ensoleillement (1 550 h/an) ; forte humidité de l'air (plus de 20 h/jour avec humidité relative > 80 % en hiver), vents forts fréquents. 
Pour la période 1971-2000, la température annuelle moyenne est de 10,3 °C, avec une amplitude thermique annuelle de 14 °C. Le cumul annuel moyen de précipitations est de 731 mm, avec 12,5 jours de précipitations en janvier et 8,8 jours en juillet. Pour la période 1991-2020, la température moyenne annuelle observée sur la station météorologique la plus proche, située sur la commune de Steenvoorde à 10 km à vol d'oiseau, est de 11,2 °C et le cumul annuel moyen de précipitations est de 727,8 mm,. Pour l'avenir, les paramètres climatiques de la commune estimés pour 2050 selon différents scénarios d'émission de gaz à effet de serre sont consultables sur un site dédié publié par Météo-France en novembre 2022.

## Urbanisme

### Typologie
Au 1er janvier 2024, Strazeele est catégorisée bourg rural, selon la nouvelle grille communale de densité à sept niveaux définie par l'Insee en 2022.
Elle est située hors unité urbaine. Par ailleurs la commune fait partie de l'aire d'attraction de Lille (partie française), dont elle est une commune de la couronne,. Cette aire, qui regroupe 201 communes, est catégorisée dans les aires de 700 000 habitants ou plus (hors Paris),.

### Occupation des sols
L'occupation des sols de la commune, telle qu'elle ressort de la base de données européenne d'occupation biophysique des sols Corine Land Cover (CLC), est marquée par l'importance des territoires agricoles (89,7 % en 2018), en diminution par rapport à 1990 (92,4 %). La répartition détaillée en 2018 est la suivante : 
terres arables (89,7 %), zones urbanisées (10,3 %). L'évolution de l'occupation des sols de la commune et de ses infrastructures peut être observée sur les différentes représentations cartographiques du territoire : la carte de Cassini (XVIIIe siècle), la carte d'état-major (1820-1866) et les cartes ou photos aériennes de l'IGN pour la période actuelle (1950 à aujourd'hui).

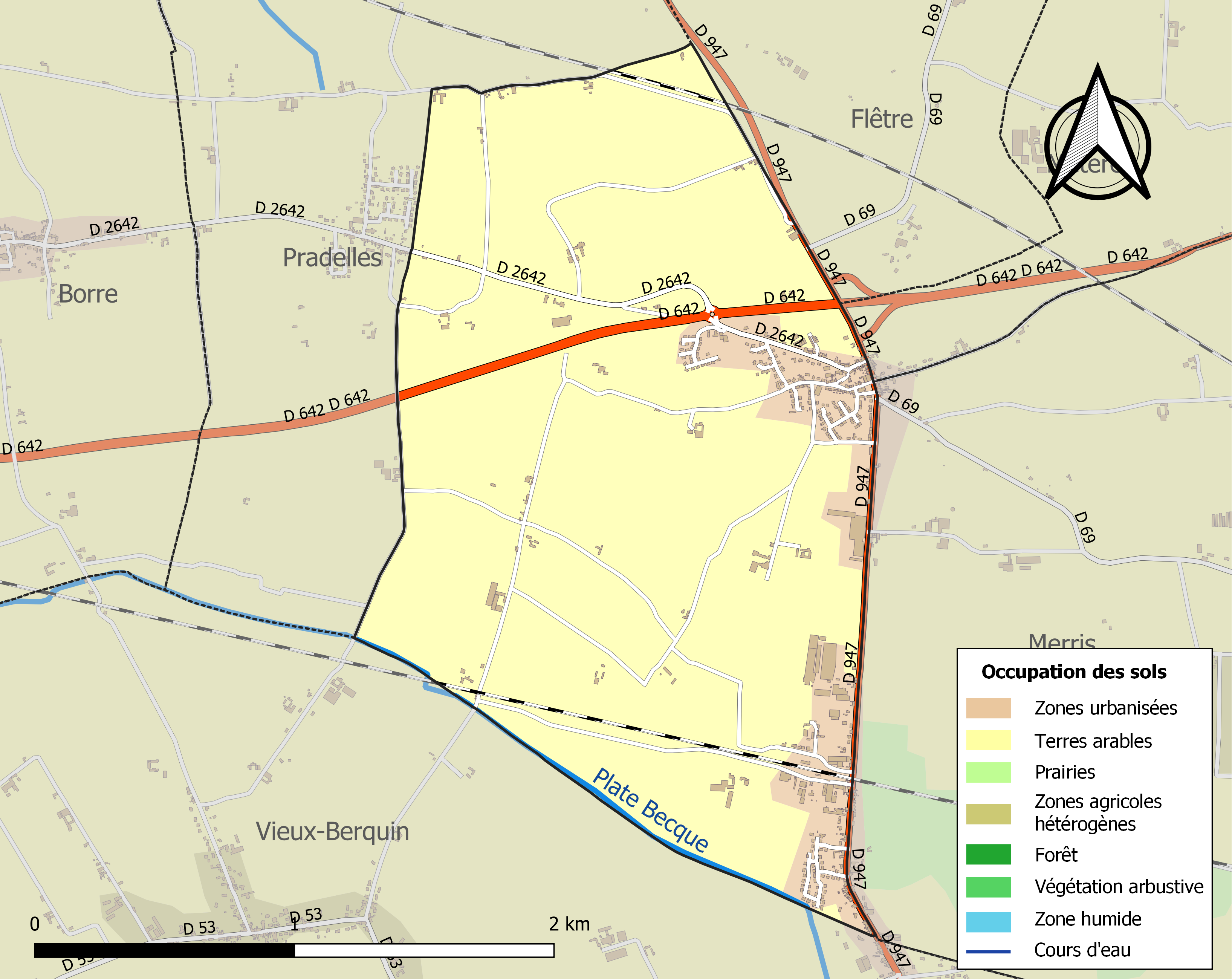
Carte des infrastructures et de l'occupation des sols de la commune en 2018 (CLC).

## Histoire
Du point de vue religieux, la commune était située dans le diocèse de Thérouanne puis dans le diocèse d'Ypres, doyenné de Bailleul.
L'histoire de Srazeele est fortement liée au culte rendu à Notre-Dame de Consolation et de Délivrance, honorée dans la paroisse.

### Culte rendu à Notre-Dame de Consolation et de Délivrance
(décembre 2020).
Les annotations ci-dessous proviennent du livret de neuvaine établi par le curé de Strazeele en 1935 (neuvaine du 2 au 11 février 1935, abbé Joseph Woets; retranscrit par Jean-François Beck, petit-neuveu de l'abbé).

#### Origine du culte: le Chevalier aveugle
Notre-Dame de Strazeele apparaît dans l'histoire religieuse de la Flandre, vers le milieu du IXe siècle. À cette époque, le seigneur du lieu, gardien de la Steenstraet (voie de pierres qui allait de Cassel au Pont d'Estaires), aurait présenté lui-même la Madone à la piété des habitants de la région. Atteint de cécité, il était surnommé « le chevalier aveugle ».
La légende raconte que la Sainte Vierge lui apparut pour lui indiquer le moyen de recouvrer la vue : « À quelque distance de ton château, lui dit-elle, dans le bois voisin, trois vierges gisent à terre ; des brigands les ont assassinées ; leur sang coule encore... Va, mon fils, trempe ton doigt dans le sang de ces martyres ; frotte tes yeux avec ce sang, tu seras guéri... Des oiseaux te conduiront auprès des cadavres ».
Ces trois vierges, princesses saxonnes, connues sous les poétiques noms d'Édith, Elfrides et Sabina, avaient quitté leur patrie pour se rendre en pèlerinage à Rome. Elles furent assassinées près de l'endroit où devait s'élever le village de Caëstre, vers 850.
Le chevalier aveugle commande à son écuyer de seller son cheval. En mettant le pied à l'étrier, un essaim d'oiseaux se serait regroupé autour de lui et de son escorte, lui servant d'éclaireurs jusqu'à l'orée d'une clairière située sur le futur emplacement de Caëstre, où il découvrit les cadavres des trois vierges. Le chevalier s'agenouille auprès d'elles et fait le geste que lui a recommandé la Madone, et la légende veut qu'il ait recouvert soudainement la vue.
Ayant baisé avec respect les blessures saignantes des saintes victimes auxquelles il doit sa guérison, il lève ensuite les yeux vers le ciel pour remercier la vierge Marie. Mais, tandis qu'il fixe le ciel, une lumière étincelante resplendit au-dessus de sa tête. D'un nuage d'or, la Madone s'avance, souriante, maternelle, les pieds posés sur un croissant argenté. Elle soutient l'Enfant Jésus du bras droit; Elle étend le bras gauche dans la direction du chevalier. Des anges l'entourent. Le Seigneur de Strazeele, émerveillé de cette seconde apparition, laisse éclater sa reconnaissance et promet de bâtir, à l'endroit où il se trouve, une chapelle qui sera le tombeau des trois vierges et l'ex-voto du miraculé.
Cette légende fondatrice du sanctuaire actuel de Caëstre (chapelle des Trois Vierges) est représentée par les nombreuses peintures qui ornent la chapelle (celles-ci ont été restaurées dans les années 2000). Le Seigneur de Strazeele est représenté sur les deux dernières. La première des deux représente une clairière. Au centre, raidies par la mort, les Vierges, Édith, Elfride et Sabina. À gauche, le chevalier aveugle est debout, mains jointes; à droite, se tient la Madone. Les oiseaux conducteurs sont représentés dans l'horizon. La deuxième peinture représente la scène du miracle : le chevalier a passé sur les paupières son doigt teint du sang des martyres.
L'abbé Vanhove, ancien prêtre de Strazeele, suggère que le chevalier érigea, sur ses domaines, un oratoire destiné à rappeler le souvenir de sa bienfaitrice. Cette légende merveilleuse est rappelée chaque année, à Caëstre, par le jour de la procession. Elle est également représentée à l'avers de la précieuse médaille du Musée de Lille.
La dévotion à Notre-Dame de Strazeele a donc une origine très lointaine. Il n'est pas audacieux de la comparer, pour l'ancienneté, au culte de Notre-Dame de la Treille.

#### Le Culte à travers les âges: la Statue - la Neuvaine - la Confrérie
Énumérer les emplacements successifs et multiples transformations de la chapelle bâtie sur les terres du Seigneur de Strazeele ; décrire la statue qu'un artiste du IXe siècle aurait sculptée dans le tronc d'un vieux chêne ; indiquer les vocables sous lesquels les protégés du castellum ont désigné leur Madone, fournir de telles précisions est matériellement impossible : de l'aveu des archivistes les mieux informés, les sources historiques semblent taries depuis longtemps.
La première constatation officielle du culte de Notre-Dame de Strazeele date de la fin du XVe siècle.
Le R.P. Jacques Malbrancq affirme qu'il a lu un document d'une authenticité et d'une importance incontestables, sur un acte rédigé en 1493 portant la signature de plusieurs notabilités de Caëstre et transcrit aux archives de l'Évêché d'Ypres (la Flandre dépendait alors de l'évêque d'Ypres). Cet acte, qui relate les miracles obtenus grâce à l'intercession de Notre-Dame de Caëstre, mentionne, d'une façon explicite, le culte rendu à Notre-Dame de Strazeele par les descendants des vassaux du chevalier aveugle.
Quelques témoignages datant de la période de la révolte des gueux au XVIe siècle portent sur le culte. Le 26 mai 1568, la cour féodale de Steenvoorde condamnait à « être exécuté par la corde » un briseur d'image, Jean de Rycke. Aux motifs, qui légitimaient la sentence, le tribunal ajoutait ce grief : « Vous avez été trouvé, en outre, le jour de la Vierge, le 15 août de l'an mil cinq cent soixante six (1566), dans la paroisse et l'église de Strazeele, où vous avez abattu diverses statues que vous avez portées sur le route... »
Le 18 juillet 1569, deux Strazeelois, François Pentafour et Mathieu Bervoet, dans le compte-rendu des réparations faites à l'église, signalent l'achat d'une statue de la Sainte Vierge. Cette statue a été conservée et existe toujours. Elle a échappé aux destructions de la Révolution française et aux flammes de l'incendie lorsque  le 5 février 1791, la foudre atteignit l'église. On ne préserva du feu que le tabernacle, les stalles et la statue de Notre-Dame de Strazeele.
Quand en 1793, les révolutionnaires tentèrent de mettre la main sur les objets sacrés, ils ne trouvèrent pas la statue de Notre-Dame de Strazeele. Un catholique, dont la ferme était voisine de l'agglomération, l'avait cachée sous des fagots.
La statue de la Madone refait surface au lendemain du Concordat pour être placée sur un des autels latéraux de l'église reconstruite. Elle y reçut les hommages des âmes pieuses jusqu'au mois d'avril 1918, où les obus d'artillerie détruisirent l'église. Le curé de la paroisse, Mr l'abbé Vanrechem, retrouva dans les décombres la statue presque intacte.
Sa popularité augmenta, surtout au XVIIe siècle et pendant une partie du XVIIIe siècle. Une neuvaine, établie en son honneur, était prêchée par les R.P. Pères Jésuites de la résidence de Cassel. Des lettres annuelles ou circulaires notent, à cette occasion, un grand concours de pèlerins et de nombreuses communions (l'abbé Vanhove cite les circulaires de 1654-1655-1660).
Une confrérie maintenait le niveau de la dévotion et puisait sa propre force dans l'observation d'un règlement très pratique : un opuscule à l'usage des membres de la Confrérie avait été imprimé en 1671, chez A. Debacker, à Ypres.
Notre-Dame de Strazeele était l'élément principal de la paroisse. À l'église, elle avait sa chapelle, un registre de dépenses particulières, un administrateur spécial, peut-être un prêtre attaché à son service. Strazeele en 1789, bénéficiait du dévouement de trois prêtres : le curé, 'abbé Delport ; le vicaire, l'abbé P. Huygge et un autre ecclésiastique, l'abbé Léonard Fauquette; il est donc probable que Notre-Dame de Strazeele avait son chapelain.
Quel nom portait la Vierge vénérée ? Dans quels cas ses dévots serviteurs imploraient-ils son assistance ? La tradition désigne la patronne de Strazeele comme Notre-Dame de la rue, puis Notre-Dame de la Voie Romaine, enfin Notre-Dame de Strazeele. Mr l'abbé Vanhove lui donne les titres de : O. L. Wrouwe van Straet; O. L. Wrouwe van Strazeeele. Elle fut surnommée Notre-Dame de Consolation et Notre-Dame de Délivrance. Les foyers, espérant une naissance toute proche, saluaient en elle Notre-Dame de Délivrance. Ces deux dernières dénominations ont prévalu au cours du XIXe siècle.

#### Le culte de nos jours: rayonnement progressif de la dévotion à Notre-Dame de Consolation et de Délivrance
La dévotion à Notre-Dame de Consolation et de Délivrance s'est ralentie au début du XXe siècle, mais se ranime au lendemain de la Première Guerre mondiale. Son nouvel épanouissement est intimement lié à la reconstruction de Strazeele.
Le village est en ruine quand M. l'abbé Vanrechem s'abrite dans une habitation de fortune afin de rallier autour de sa houlette ses paroissiens dispersés. Une grange, puis un étroit baraquement servent de refuge à la Vierge et de chapelle aux Strazeelois.
Bientôt, une équipe de prisonniers construit, en bordure de la grand route une église provisoire plus spacieuse. La statue de Notre-Dame est de moins en moins effacée. D'abord, elle est placée dans le chœur, sur un simple piédestal; Ensuite, elle a son autel, adossée à la muraille gauche, au milieu des fidèles. Il semble que la Bonne Mère veut se pencher davantage sur ses enfants. Ses enfants, heureux de la retrouver, lui confient, avec une ferveur grandissante, leurs peines, leurs angoisses et leurs espérances.
En 1925, M. l'abbé Vanrechem affaibli par l'âge, renonce à son ministère pastoral, emportant dans sa retraite la sympathie de toute la population.
L'autorité diocésaine lui donne pour successeur M. Joseph Woets, installé le 16 août de la même année. L'ancien professeur du Petit Séminaire d'Hazebrouck poursuit, dès son arrivée et sans relâche un double but : la construction d'une église définitive et le progrès du culte marial.
Tandis que les murs de l'édifice religieux s'élèvent, la confrérie de Notre-Dame de Strazeele se reforme sous le patronage de Notre-Dame du Saint-Rosaire. Le 20 juin 1926, le R.P. de Kerdanel, procède à l'érection canonique. Les adhérents affluent ; actuellement ils sont 350 inscrits.
Dimanche 28 avril 1929, le village est en fête, l'église est achevée... Drapeaux, bannières, banderoles, guirlandes ornent les maisons et les rues. Des fausses portes se dressent sur le passage de Mgr Jansonne, auxiliaire du cardinal Achille Liénard, évêque de Lille. Le pontife - assisté de nombreux prêtres, chanoines, abbés - bénit la « nef toute blanche qui s'élargit un peu avant le chœur, qui indique plutôt qu'elle dessine les bras de la croix et qui s'achève au-dessus de l'autel dans la lumière chaude d'un ensemble de vitraux d'un couleur riche et vibrante ».
M. l'abbé Woets apporte le Très Saint Sacrement, pendant que la cloche carillonne et que les petits séminaristes, entrainés par la fanfare de Météren, exaltent le Dieu du tabernacle. Des jeunes filles, vêtues de blanc, suivent l'Ostensoir. Notre-Dame de Consolation et de Délivrance fait son entrée sur leurs épaules, parée d'un manteau bleu aux multiples roses.
Du 2 au 11 février 1930, de la Purification à l'anniversaire de l'apparition de Lourdes, la neuvaine, longtemps interrompue, est rétablie ; elle se termine par la solennité de l'Adoration Perpétuelle. Le R.P. Vital, de l'ordre des Capucins, réveille dans les âmes la confiance en Marie et fortifie la résolution d'aller par Marie à Jésus.
Durant les exercices de ces neuf jours, le vicaire général Delannoy célèbre une messe pour les bienfaiteurs de l'église et pour bénir les quinze vitraux représentant les mystères du Rosaire.
La tradition est donc renouée. Les années suivantes des prédicateurs zélés interviennent pour rapprocher les Strazeelois de leur Madone.
Désormais Notre-Dame de Consolation et de Délivrance sera visitée, invoquée, remerciée, tout au long de l'année.
À son autel, entouré d'ex-voto, le Saint-Sacrifice est offert : le premier samedi de chaque mois pour les pèlerins et pour les bienfaiteurs de l'église ; aux principales fêtes de la Vierge, quand une broderie artistique ajoute de l'éclat des fleurs : le jour de l'obit des membres de la Confrérie du Rosaire.
La flamme des cierges et les Ave Maria montent vers Elle, incessamment, surtout pendant les mois de mai et d'octobre.
À toute époque les mères de famille implorent sa protection en faveur de leurs petits enfants.
Les pèlerins peuvent emporter, comme souvenir, soit la médaille de Notre-Dame de Consolation, soit la photographie de son autel, soit le feuillet des invocations spéciales. La statue de Notre-Dame est assise sur son trône, un sceptre de souveraine à la main, le front incliné vers les pèlerins portant un brillant diadème les attirant à Elle, par l'expression bienveillante de sa physionomie.
Lorsqu'ils gagnent son sanctuaire, ils sont bénis par le Christ Roi qui domine le portail de l'église paroissiale.
Le culte a inspiré plusieurs  versificateurs comme le chanoine Joseph Baron :
« Prends ton essor, pieuse messagère,
Redis le nom tant de fois séculaire,
Les faveurs, le pouvoir de Notre-Dame de Strazeele.
Inspire à ceux que tu frôles de l'aile le désir de La voir.
Répète à tous, même à l'âme frivole : C'est une Reine : elle accueille, console, quand l'horizon est noir.
C'est une Mère : elle assiste, délivre, sauve quiconque à sa bonté se livre.
Elle nous rend l'espoir. »
Pour le moment, avec la raréfaction des prêtres, le regroupement des paroisses et la déchristianisation, le culte est totalement tombé au début du XXIe siècle...

### Histoire contemporaine
Strazeele souffrit beaucoup pendant la première guerre mondiale : elle reçut à ce titre la Croix de guerre 1914-1918.

## Héraldique
|  | Les armes de Strazeele se blasonnent ainsi : De gueules à la bande d'or, accompagnée de six étoiles à six rais du même, mises en orle. |

## Population et société

### Démographie

#### Évolution démographique
L'évolution du nombre d'habitants est connue à travers les recensements de la population effectués dans la commune depuis 1793. Pour les communes de moins de 10 000 habitants, une enquête de recensement portant sur toute la population est réalisée tous les cinq ans, les populations de référence des années intermédiaires étant quant à elles estimées par interpolation ou extrapolation. Pour la commune, le premier recensement exhaustif entrant dans le cadre du nouveau dispositif a été réalisé en 2008.

En 2022, la commune comptait 944 habitants, en évolution de −0,74 % par rapport à 2016 (Nord : +0,51 %, France hors Mayotte : +2,11 %).
| 1793 | 1800 | 1806 | 1821 | 1831 | 1836 | 1841 | 1846 | 1851 |
| ---- | ---- | ---- | ---- | ---- | ---- | ---- | ---- | ---- |
| 539  | 558  | 596  | 497  | 602  | 576  | 560  | 559  | 558  |

| 1856 | 1861 | 1866 | 1872 | 1876 | 1881 | 1886 | 1891 | 1896 |
| ---- | ---- | ---- | ---- | ---- | ---- | ---- | ---- | ---- |
| 550  | 584  | 578  | 607  | 615  | 630  | 593  | 571  | 544  |

| 1901 | 1906 | 1911 | 1921 | 1926 | 1931 | 1936 | 1946 | 1954 |
| ---- | ---- | ---- | ---- | ---- | ---- | ---- | ---- | ---- |
| 586  | 628  | 638  | 514  | 523  | 478  | 508  | 453  | 465  |

| 1962 | 1968 | 1975 | 1982 | 1990 | 1999 | 2006 | 2008 | 2013 |
| ---- | ---- | ---- | ---- | ---- | ---- | ---- | ---- | ---- |
| 483  | 521  | 505  | 601  | 644  | 681  | 678  | 677  | 954  |

| 2018 | 2022 | - | - | - | - | - | - | - |
| ---- | ---- | - | - | - | - | - | - | - |
| 938  | 944  | - | - | - | - | - | - | - |

#### Pyramide des âges
La population de la commune est relativement jeune.
En 2018, le taux de personnes d'un âge inférieur à 30 ans s'élève à 40,2 %, soit au-dessus de la moyenne départementale (39,5 %). À l'inverse, le taux de personnes d'âge supérieur à 60 ans est de 14,5 % la même année, alors qu'il est de 22,5 % au niveau départemental.
En 2018, la commune comptait 471 hommes pour 467 femmes, soit un taux de 50,21 % d'hommes, légèrement supérieur au taux départemental (48,23 %).
Les pyramides des âges de la commune et du département s'établissent comme suit.
| Hommes | Classe d’âge | Femmes |
| ------ | ------------ | ------ |
| 0,2    | 90 ou +      | 0,2    |
| 3,6    | 75-89 ans    | 3,9    |
| 10,4   | 60-74 ans    | 10,7   |
| 18,9   | 45-59 ans    | 21,2   |
| 26,1   | 30-44 ans    | 24,4   |
| 17,2   | 15-29 ans    | 14,1   |
| 23,6   | 0-14 ans     | 25,5   |

| Hommes | Classe d’âge | Femmes |
| ------ | ------------ | ------ |
| 0,5    | 90 ou +      | 1,4    |
| 5,3    | 75-89 ans    | 8,1    |
| 14,8   | 60-74 ans    | 16,2   |
| 19,1   | 45-59 ans    | 18,4   |
| 19,5   | 30-44 ans    | 18,7   |
| 20,7   | 15-29 ans    | 19,1   |
| 20,2   | 0-14 ans     | 18     |

## Lieux et monuments

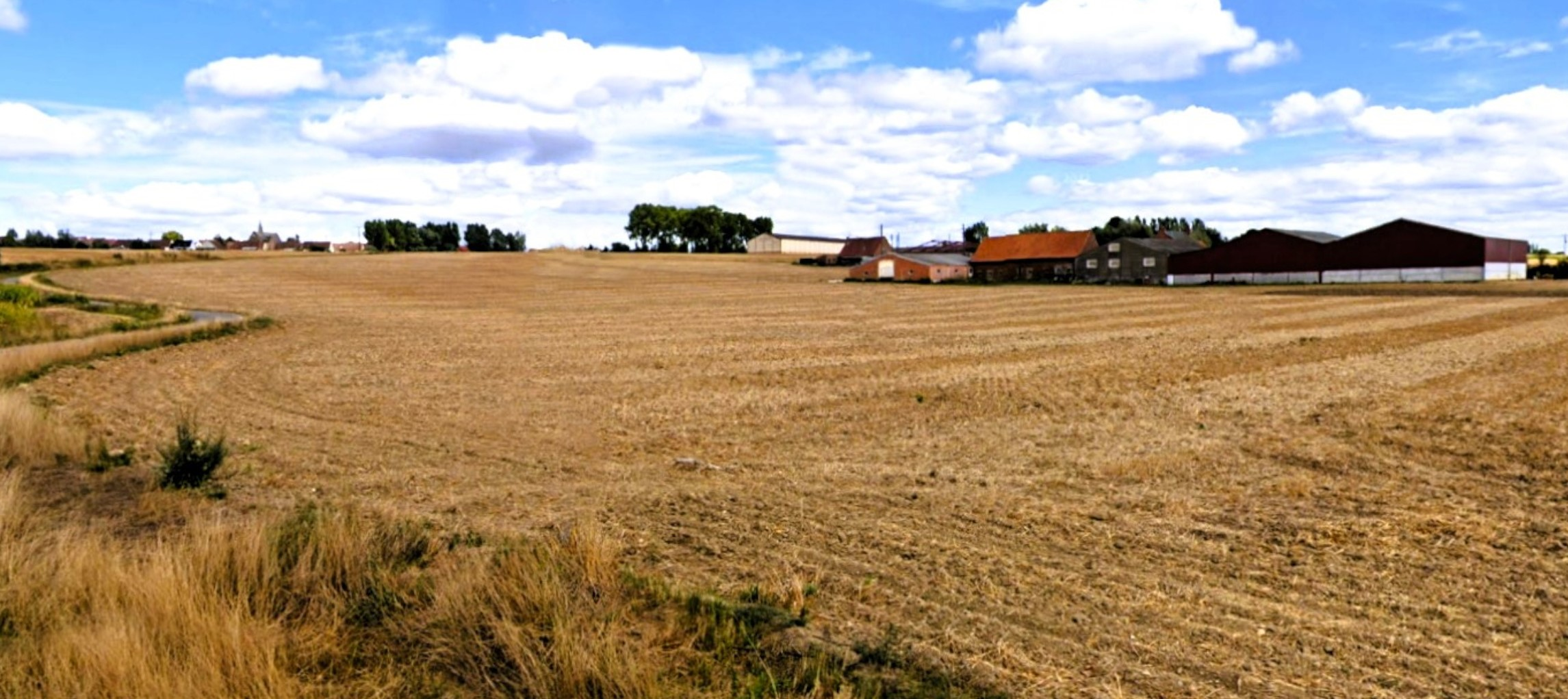
Emplacement de l'ancienne motte féodale

- Présence d'une ancienne motte féodale, édifice fortifié, ferme Rooses, inscrite aux Monuments historiques le 03/07/1979 dont la trace a disparu après son arasement.
- Église saint Martin, conçue par les architectes parisiens Bray frères, architecture néoflamande d'après-guerre, retournement de l'édifice à sa reconstruction en 1929 (chœur orienté à l'Ouest plutôt qu'à l'Est), réalisée avec de nombreux motifs géométriques en briques jaunes et rouges, porche élégant détaché de la nef, deux transepts, 41 vitraux historiés remarquables offerts par des strazellois, statue «miraculeuse» de Notre Dame de Consolation et de Délivrance. La statue dans la niche en mosaïques dorées du porche d'entrée est un Christ Roi réalisé par le sculpteur Maurice Ringot de Malo-Les-Bains. L'église ne possède pas un clocher mais une flèche (structure métallique)... Bénédiction de la première pierre par Mgr Flipo en 1925 puis bénédiction de l'église en 1929.
- Une stèle commémore un fait de la guerre 1914-1918.Le 9 octobre 1914, l'Abbé Bogaert, curé de Pradelles, fut fusillé par les uhlans, à proximité de l'église Saint-Martin.
- Une chapelle (privée et non entretenue par les propriétaires) dédiée à Jean-Marie Vianney, curé d'Ars sur la route d'Hazebrouck en direction de Bailleul (face au château d'eau), située à l'entrée d'une ancienne ferme. Construite en 1932, son architecture flamande est remarquable. Restaurée en 2009 par Bernard Paccou. Bien qu'à proximité du centre du village, cette chapelle se situe sur le territoire communal de Méteren. Six scouts de la métropole Lilloise de 12 à 17 ans de la 9e Marcq ont rénové l'édifice religieux. (source Voix du Nord du 16 avril 2019)

Le village fut entièrement rasé par les combats d'avril 1918.

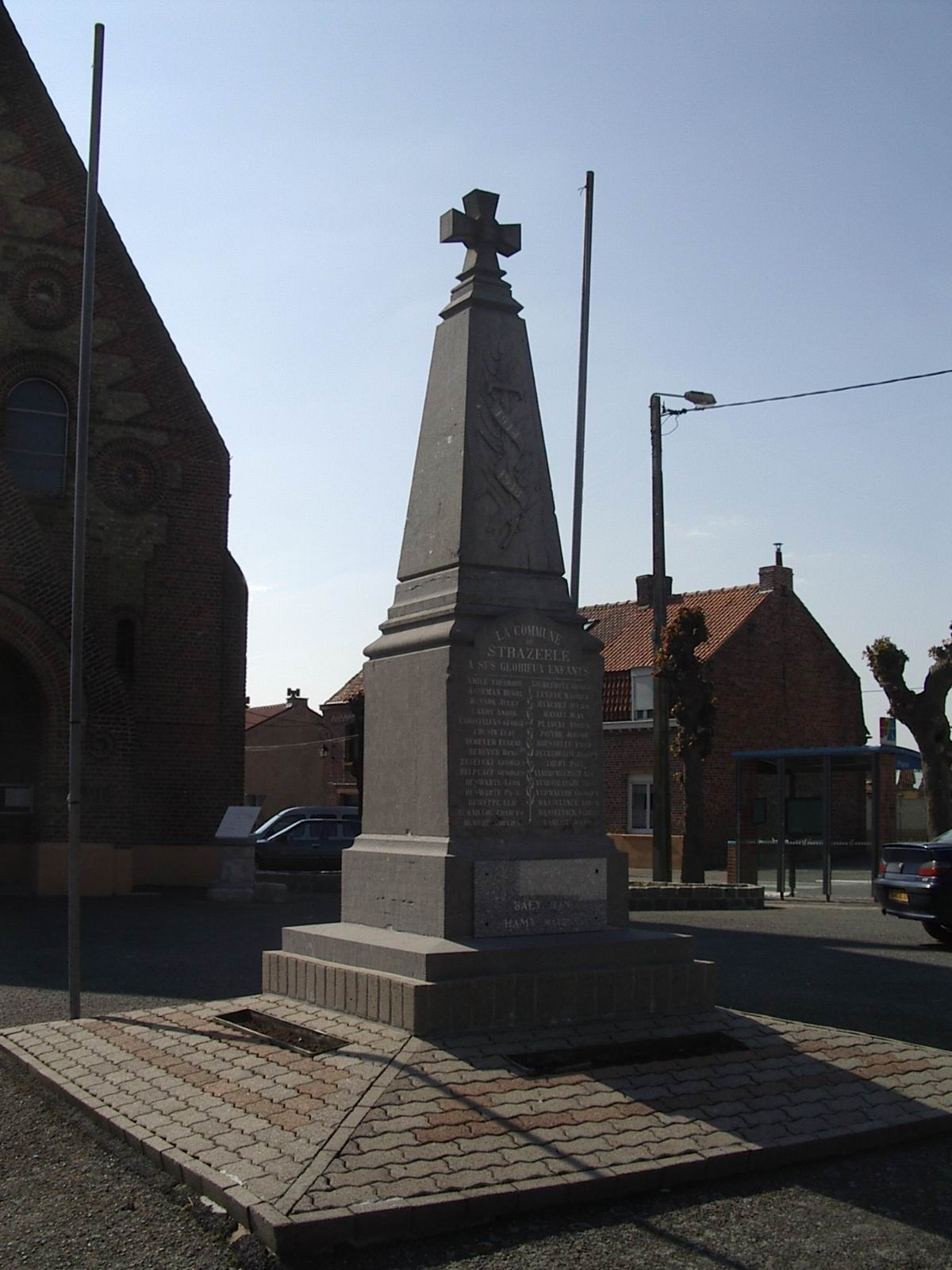
Monument aux morts
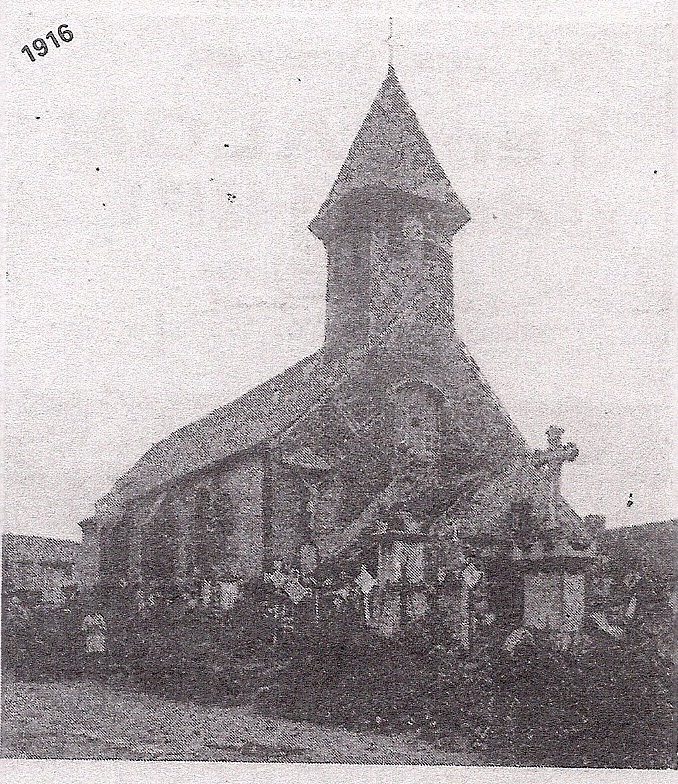
Ancienne église (1916)
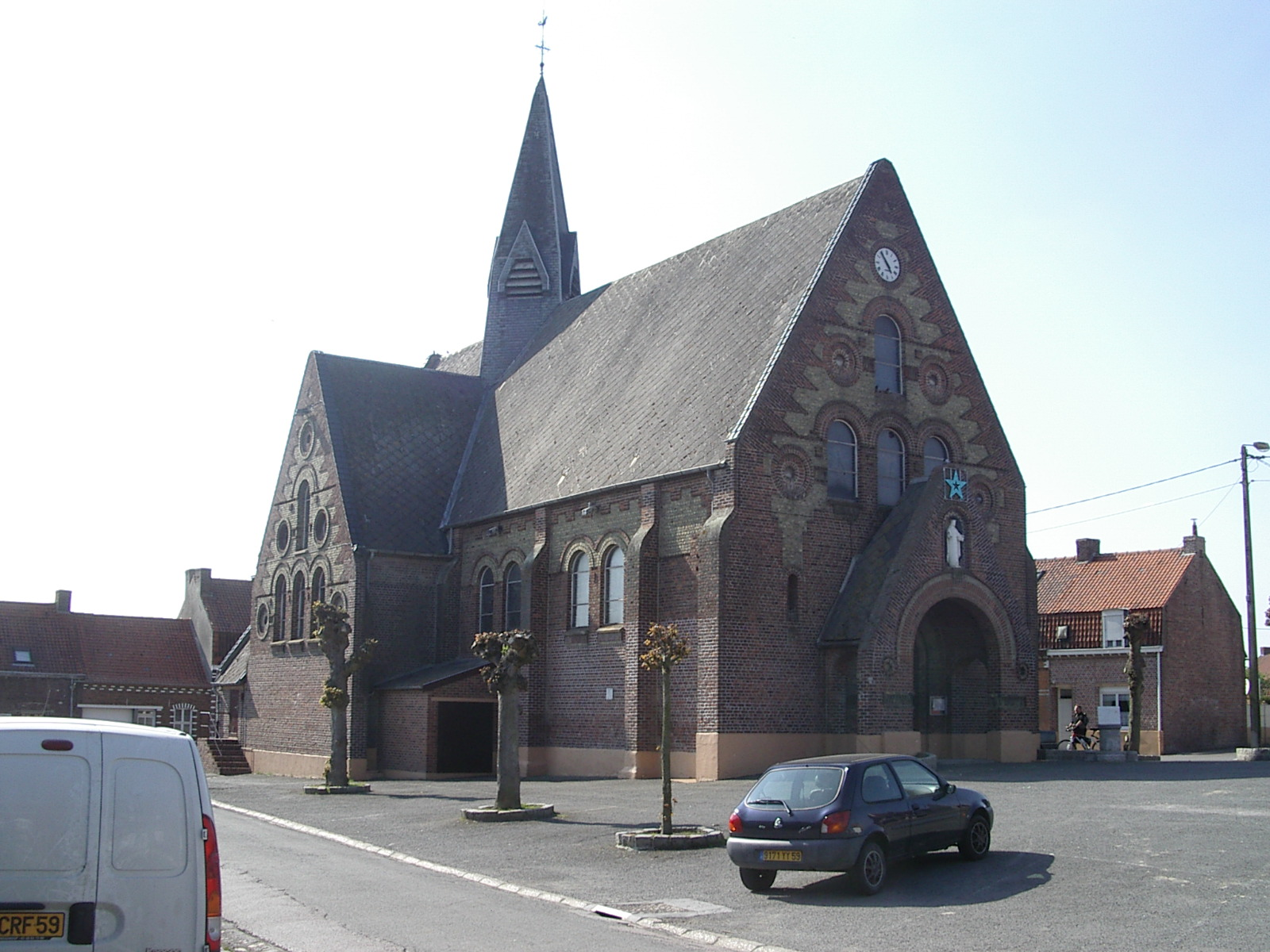
Nouvelle Église (1929)

## Personnalités liées à la commune
- Pierre Pintaflour, né à Strazeele en 1502, fut évêque de Tournai de 1575 à 1580. Professeur de philosophie, puis de droit civil et de droit canon dans la même université, il se marie et quitte l'université pour le barreau. Après la mort de son épouse, il est ordonné prêtre à l'âge de 50 ans. En 1575, il est nommé évêque de Tournai. Il meurt en 1580 après 5 ans d'épiscopat[36].
- Jean Strazel ou Jean Strazeele, fut un helléniste distingué. Pendant 26 ans, il occupa une chaire de grec au collège de Cambrai. On a de lui un remarquable ouvrage de Pythagore, Auréac Carmin Pythagora[36].
- Joseph Woets, curé de Strazeele de 1925 a 1935, chargé de la reconstruction de l'église saint Martin. Grâce à une souscription paroissiale, il achète le terrain près de l'église à peine achevée pour y construire la salle d'oeuvre, devenue ensuite salle paroissiale puis salle des fêtes de la commune.

## Enseignement
Strazeele dispose d'une école publique mixte (appelée "École Publique du Petit Mont") comprenant trois classes de cours élémentaire et deux classes enfantines. La commune comprend également une cantine.
Les enfants scolarisés dans le second cycle disposent du ramassage scolaire. Le lycée le plus proche se trouve à Hazebrouck à environ 8 kilomètres.

## Activités au sein du village
- Activités sportives
  - Hip Hop
  - Cardio/Renforcement
  - Zumba
  - Club de ping pong.
  - Club de Badminton
- Bibliothèque.
- Club pour les ainés (tous les 15 jours le mardi après-midi).
- Messe 1 fois / 3 semaines

## Pour approfondir